# Đinh Văn Tuy
Đinh Văn Tuy (1922-1990), bí danh là Lê Cảnh (lấy theo họ của vợ và tên con gái đầu), là một sĩ quan cấp cao trong Quân đội nhân dân Việt Nam, hàm Trung tướng, nguyên Tư lệnh Bộ đội Biên phòng.

## Thân thế và sự nghiệp
Ông Đinh Văn Tuy sinh ra và lớn lên ở miền quê Thái Bình có truyền thống yêu nước; theo "Địa chí Thái Bình", từ trước những năm 1930, nông dân làng Vân Đài, xã Chí Hòa, huyện Hưng Hà quê hương ông, đã đấu tranh kéo dài trong suốt 3 năm để chống bọn quan lại cường hào áp bức, phụ thu lạm bổ sưu thuế cho dân. Dân làng chỉ nộp thuế chính, không chịu nộp thêm, Lý trưởng không nhận, dân cử người lên huyện, Tri huyện Diên Hà dung túng cho cấp dưới không nhận, dân cử người lên nộp kho bạc tỉnh.
Trong cao trào Cách mạng năm 1930, cuộc đấu tranh biểu tình của nông dân Tiên Hưng - Diên Hà (5/1930) và nông dân Tiền Hải, Thái Binh (10/1930) là cuộc đấu tranh tiêu biểu ở xứ Bắc Kỳ. Thường vụ Trung ương khi ấy nhận định: "Ở Bắc Kỳ phong trào khá nhất là ở Thái Bình, tuy chưa có phong trào cao như Nghệ - Tĩnh - Ngãi, nhưng là tỉnh mạnh nhất Bắc Kỳ...".
Ông Đinh Văn Tuy giác ngộ cách mạng rất sớm, gia đình ông bị giặc khủng bố vì có nhiều người yêu nước tham gia cách mạng; năm 8 tuổi ông phải bỏ quê lên Hà Nội kiếm sống; Ông làm nghề mạ kẽm, đánh giầy... và chịu ảnh hưởng phong trào yêu nước "Ái Hữu". Tháng 5 năm 1945 ông tham gia phong trào Mặt trận Việt Minh, cùng quân dân Thủ đô Hà Nội nổi dậy giành chính quyền.
Thực dân Pháp lần nữa trở lại cướp nước ta, ông được bổ nhiệm chức Trung đội phó Tự vệ Thành Hoàng Diệu, rồi Trung đội phó, Đại đội phó Vệ quốc đoàn Liên khu I, Hà Nội, tham gia nhiều trận đánh quyết liệt bảo vệ Thủ đô. Khi được lệnh rút khỏi thành Hà Nội, ông được trên cử làm cán bộ Việt Minh huyện Thanh Oai, tỉnh Hà Đông, để xây dựng cơ sở Đảng, xây dựng lực lượng vũ trang địa phương. Tháng 7 năm 1951, ông được điều lên làm Tỉnh đội phó; năm 1953 được bổ nhiệm chức Tỉnh đội trưởng Hà Đông; Ông đã đưa ra nhiều cách đánh hay trong chống giặc càn có hiệu quả. Như "cách đánh độn thổ", đào hầm hố bí mật, ngụy trang ẩn nấp, khi quân địch càn quét cướp bóc các làng xã, bộ đội và du kích bất ngờ đội hầm xông lên, đánh giáp lá cà, khiến giặc bị động khiếp sợ không kịp trở tay.
Sau chiến thắng Điện Biên Phủ, ông được bổ nhiệm chức Trung đoàn trưởng Trung đoàn 254, Đại đoàn 350, được bầu làm Bí thư Trung đoàn ủy; tháng 7 năm 1955, ông được cử làm Trưởng đoàn Cố vấn Quân sự tỉnh Phong-xa-lỳ (Lào); sau lên chức Trưởng đoàn Cố vấn Quân sự Việt Nam tại Lào, được nước bạn Lào tin yêu.
Tháng 5 năm 1961, ông được bổ nhiệm chức Chỉ huy trưởng Công an Nhân dân Vũ trang Khu Tây Bắc, là Khu ủy viên. Từ đây, mọi hoạt động, cống hiến của ông đều gắn bó với sự trưởng thành, lớn mạnh của lực lượng Công an Nhân dân Vũ trang.
Năm 1966, ông được điều vào Nghệ An giữ chức Chỉ huy trưởng Công an Nhân dân Vũ trang Nghệ An, kiêm Trưởng ty Công an tỉnh, là Đại biểu Quốc hội; với kinh nghiệm chỉ huy chiến đấu, ông đã góp phần rất lớn vào thắng lợi trong các chiến dịch tiễu phỉ ở biên giới Việt - Lào.
Tháng 10 năm 1971, ông được bổ nhiệm chức Phó Tham mưu trưởng Bộ tư lệnh Công an Nhân dân Vũ trang (CANDVT). Tháng 6 năm 1974, ông lên chức Phó Chính ủy Bộ tư lệnh CANDVT, được bầu là Bí thư Đảng ủy CANDVT. Đất nước thống nhất, Lực lượng CANDVT triển khai nhiệm vụ bảo vệ chủ quyền an ninh biên giới, bờ biển và hải đảo trong cả nước. Với cương vị Phó Chính ủy, Bí thư Đảng ủy Lực lượng, ông đã có nhiều đóng góp quan trọng trong công tác Đảng, công tác Chính trị của Lực lượng CANDVT trong tình hình mới.
Tháng 5 năm 1977, ông được phong cấp hàm Thiếu tướng.
Trong những năm 1975 đến 1978, bọn Khmer Đỏ ráo riết đánh phá biên giới Tây Nam, chúng tiến đánh sâu vào lãnh thổ nước ta; có đơn vị Biên phòng vừa mới ổn định nơi đóng quân, đã phải triển khai chiến đấu chống địch lấn chiếm biên giới, bảo vệ nhân dân. Là người lãnh đạo công tác Đảng, công tác Chính trị, ông đã đề xuất với Bộ tư lệnh kịp thời ra chỉ thị cho các đơn vị CANDVT phía Tây Nam tăng cường công tác lãnh đạo tư tưởng, sẵn sàng chiến đấu bảo vệ từng tấc đất thiêng liêng của Tổ quốc.
Ở phía Bắc, bọn bành trướng Trung Quốc dùng nhiều thủ đoạn gây rối phá hoại, lấn chiếm biên giới; điển hình là sự kiện "Lê Đình Chinh" cùng đồng đội chiến đấu anh dũng trên đồi Pò Cốc Phung bảo vệ từng tấc đất của Tổ quốc, báo hiệu cuộc xâm lược của Trung Quốc đến rất gần.
Từ năm 1977 đến cuối năm 1978, Việt Nam vừa thoát khỏi chiến tranh lại đứng trước nguy cơ xâm lược, bị kẹp giữa hai gọng kìm: Bọn Khmer Đỏ ở biên giới Tây Nam và quân bành trướng Bắc Kinh ở biên giới phía Bắc.
Nhiệm vụ của người làm công tác Đảng, công tác Chính trị là lãnh đạo động viên toàn thể cán bộ, chiến sĩ trong Lực lượng Biên phòng sẵn sàng đánh trả, bảo vệ biên cương Tổ quốc. Thiếu tướng Đinh Văn Tuy đã cùng tập thể Bộ tư lệnh kịp thời ra chỉ thị, mệnh lệnh, kế hoạch tác chiến, nhằm chuẩn bị cho bộ đội sẵn sàng chiến đấu chống quân xâm lược.
Năm 1978, Công an Nhân dân Vũ trang các tỉnh biên giới Tây Nam đã chiến đấu ngoan cường, tiêu diệt hàng ngàn lính Khmer Đỏ. Năm 1979, ở biên giới phía Bắc, các đồn, trạm, đơn vị CANDVT "một tấc không đi, một ly không rời", nhiều cán bộ, chiến sĩ đã chiến đấu đến hơi thở cuối cùng, là tấm gương sáng ngời về lòng tận trung với nước, tận hiếu với dân, giữ vững biên cương, tiêu diệt trên 10 ngàn quân xâm lược, cùng quân dân biên giới phía Bắc đập tan ý đồ xâm lược của bọn bành trướng Bắc Kinh.
Ngay sau khi chiến tranh biên giới Tây Nam và chiến tranh biên giới phía Bắc vừa kết thúc, ông đã không quản ngại khó khăn nguy hiểm, xuống tận chiến hào các đồn Biên phòng trên các tuyến biên giới trọng điểm để kiểm tra, động viên cán bộ chiến sĩ đang vượt qua mọi khó khăn gian khổ, căng thẳng về tinh thần để chắc tay súng, sẵn sàng tiêu diệt bọn biệt kích, thám báo, giữ vững từng tấc đất biên cương của Tổ quốc.
Tháng 7 năm 1980, ông nhậm chức Chính ủy Công an Nhân dân Vũ trang; tháng 8 năm 1981 được bổ nhiệm chức Tư lệnh Bộ đội Biên phòng; năm 1984 ông được thăng quân hàm Trung tướng.
Ở cương vị Tư lệnh kiêm Chính ủy Lực lượng Bộ đội Biên phòng, tác phong làm việc, cách ứng xử của ông vẫn luôn quan tâm gần gũi với cán bộ chiến sĩ nơi biên giới. Sự tận tụy, bền bỉ, hết lòng vì sự nghiệp bảo vệ chủ quyền, an ninh biên giới, biển đảo của Tổ quốc. Với lòng tin yêu của Đảng, của nhân dân, Lực lượng Bộ đội Biên phòng đã được đền đáp xứng đáng, được 2 lần tuyên dương danh hiệu Anh hùng Lực lượng Vũ trang Nhân dân, được tặng thưởng Huân chương Sao vàng và nhiều huân chương cao quý khác. Ngày 3 / 3 / 1989, Hội đồng Bộ trưởng ra Quyết định lấy "Ngày 3 tháng 3" hàng năm là "Ngày Biên phòng Toàn dân". Vai trò, uy tín của lực lượng Bộ đội Biên phòng được nâng lên; sự nhận thức và quan tâm chăm lo của hệ thống chính trị và nhân dân cả nước đến nhiệm vụ bảo vệ chủ quyền, an ninh biên giới, biển đảo của Tổ quốc ngày càng sâu sắc hơn.
Trung tướng, Tư lệnh, Chính ủy Đinh Văn Tuy được Nhà nước tặng thưởng Huân chương Độc lập hạng nhì và nhiều Huân chương cao quý khác; Ông mất ngày 17 tháng 8 năm 1990 để lại niềm tiếc thương đối với cán bộ, chiến sĩ Lực lượng Bộ đội Biên phòng. Tinh thần làm việc bền bỉ, tận tụy, sâu sát, hết lòng vì sự nghiệp bảo vệ chủ quyền, an ninh biên giới và xây dựng Lực lượng Bộ đội Biên phòng lớn mạnh của ông, sống mãi với cán bộ, chiến sĩ Biên phòng và đồng bào biên giới, biển đảo.

## Khen thưởng
Huân cương Quân công (hạng Nhất, Nhì)
Huân chương Chiến công (hạng Nhất, Nhì)
Huân chương Chiến thắng (chống Pháp) hạng Nhì
Huân chương Kháng chiến hạng Nhất